# Leonardo (Tartarughe Ninja)
Leonardo, soprannominato anche Leo, è un personaggio immaginario che appare nei fumetti sulle Tartarughe Ninja e nei media correlati, creato da Kevin Eastman e Peter Laird. È uno dei quattro personaggi centrali del franchise, insieme ai suoi fratelli, Donatello, Raffaello e Michelangelo.
In genere raffigurato con indosso una maschera blu oltremare, le sue armi distintive sono due katana. In tutte le iterazioni, Leo è il leader dei suoi fratelli. È tradizionalmente ritratto come il più coscienzioso, maturo e disciplinato delle Tartarughe. Come i suoi fratelli, prende il nome da un artista del Rinascimento italiano, in questo caso Leonardo da Vinci. 
Nel primo episodio dei fumetti viene narrato che, a causa di un incidente automobilistico, il vaso che conteneva quattro piccole tartarughe precipitò in un tombino, seguito da un contenitore di sostanze radioattive smarrito dal rimorchio di un camion. Nonostante la giovanissima età, le tartarughe sopravvissero alla caduta, rimanendo contaminate e subendo una mutazione genetica. Cresciuti nelle fogne di New York come esseri umanoidi, i quattro fratelli sono stati addestrati fino all'adolescenza da un anziano ratto mutante, il Maestro Splinter, che aveva appreso il ninjitsu osservando gli allenamenti del suo defunto mentore.

## Personalità
Leonardo è il leader delle tartarughe ninja, e si è guadagnato questo ruolo per numerosi motivi. Il Maestro Splinter ha riscontrato in lui un forte senso di responsabilità, che lo qualifica come un adolescente assennato e giudizioso. Inoltre gode di uno stimabile coraggio, e riesce a mantenere la calma anche nelle situazioni più estreme. Leonardo è poi il guerriero che meglio di tutti ha recepito il messaggio del sensei, facendo del Bushido la sua unica guida morale e spirituale. Si interessa di cultura zen, ama la tradizione giapponese e trascorre gran parte del suo tempo allenandosi. Leonardo ha fama di guerriero impavido e altruista, ma più volte ha dovuto esorcizzare i suoi demoni a seguito di brutali sconfitte. Anche nel fallimento, però, ha sempre dimostrato di essere pronto a sacrificare la propria vita per salvare quella dei fratelli; tanto da arrivare ad affrontare potenziali nemici anche se stremato e vicino allo svenimento. Il fatto che Leonardo abbia la carica di capogruppo, unito alla sua incredibile capacità di mantenere l'autocontrollo, prendendo sempre la decisione giusta, ha suscitato una certa invidia in Raffaello, che nonostante sia più abile nel combattimento avendo un carattere impulsivo, non è considerato da Splinter adatto al titolo di capo gruppo, ma che comunque è molto affezionato al fratello.

## Poteri e abilità
Leonardo è molto abile nelle arti marziali e un maestro nell'uso della katana e di qualsiasi spada. Padroneggia varie forme di combattimento corpo a corpo, in particolare il kenjutsu e lo iaidō. Grazie alla sua attenzione intensa e al suo costante addestramento, Leonardo è cresciuto fino a possedere il più alto livello di abilità come guerriero tra le Tartarughe Ninja.
Non ha veri poteri sovrumani. Tuttavia, è un atleta e un acrobata di livello olimpico. Come i suoi fratelli, anche Leonardo è un ninja ben bilanciato ed è molto agile, capace di saltare sui tetti ed evitare gli attacchi dei nemici. Addestrato per 15 anni dal Maestro Splinter, anche la forza, la resistenza e la velocità si sono amplificate di conseguenza.
Possiede un guscio osseo resistente ai proiettili che ha origine dalle sue costole e protegge il petto e la schiena. Ha la normale capacità di una tartaruga di entrare nel suo guscio.
Leonardo è altamente qualificato nell'arte del ninjutsu e uno stratega acuto: ha una buona linea di difesa e, dei quattro fratelli, è il migliore nella pianificazione delle strategie. È anche furtivo, può nascondersi nell'ombra, sgattaiolare senza essere scoperto e usare il combattimento corpo a corpo come un vero ninja. È eccezionalmente abile nella leadership.

## Descrizione Fisica
Leonardo, come i suoi fratelli, ha l'aspetto di una grossa tartaruga umanoide. Nei fumetti non è dato sapere di che specie si tratti in particolare, ma le tartarughe comunemente vendute nei negozi di animali appartengono al genere Pseudemys. La statura è di circa un metro e mezzo, mentre il peso si aggira intorno ai settanta - ottanta chilogrammi. La pelle è di colore verde, curiosamente priva di macchie o strie molto comuni invece nelle tartarughe acquatiche. Le sue mani sono munite di tre grosse dita, tra cui un pollice opponibile, mentre i piedi hanno soltanto due dita. La sua bocca è provvista di denti molto simili a quelli umani, mentre il collo è giuntato al cranio dal basso, e non dal dietro, come è invece solito nei rettili. È anche provvisto di una breve coda segmentata in tre sezioni. Possiede un carapace di forma ovale e colore verde intenso, che copre la schiena con i suoi scuti molto sporgenti. Il piastrone, di colore giallastro, è composto da sei parti: due quadrate ricoprono il petto, altre due analoghe rivestono l'addome, mentre due sezioni triangolari proteggono l'inguine. La corazza, assai utile in battaglia, è sprovvista della sezione laterale, e i fianchi sono quindi scoperti. Alcune inesattezze come questa possono essere dovute al fatto che, quando Eastman e Laird idearono i loro personaggi, ignoravano ancora alcune caratteristiche delle tartarughe.

## Equipaggiamento
Leonardo è estremamente abile nell'uso delle spade (due ninjatô) ne utilizza solitamente due cui è molto affezionato, tanto da piangerne la perdita. Quelle che utilizza hanno l'elsa in metallo, mentre l'impugnatura è di legno dipinto e intagliato con motivi ornamentali giapponesi. Per il resto, l'equipaggiamento di Leonardo è piuttosto simile a quello delle altre tartarughe. In battaglia porta sempre una maschera ninja di colore azzurro
, con due fori sistemati sugli occhi necessari alla visione. Attraverso queste fessure non è possibile scorgere le pupille, e gli occhi fiammeggianti contribuiscono a creare una atmosfera tetra e notturna. Indossa delle ginocchiere imbottite color marrone, identiche ai paragomiti e apparentemente artigianali, così come i polsini. Una parte fondamentale dell'assetto da combattimento è la cintura: una grossa bandoliera di cuoio marrone annodata sul davanti. A differenza dei fratelli, spesso Leonardo la utilizza soltanto per accessori ausiliari, come le shuko. I due foderi delle katana sono infatti montati su fascette trasversali di cuoio, che partono dal lato anteriore sinistro della cintura, scavalcano la spalla destra, e si agganciano al lato posteriore destro. Questa sistemazione permette di estrarre le spade in modo semplice e molto rapido.

## Biografia
Leonardo, come i suoi fratelli, deve il nome ad un celebre personaggio rinascimentale, in questo caso Leonardo da Vinci, di cui il Maestro Splinter aveva letto in un libro. Nel primo episodio della serie a fumetti Eastman & Laird's - Teenage Mutant Ninja Turtles, Leonardo è il protagonista, e con voce fuori campo presenta al lettore i suoi fratelli. Sempre nello stesso episodio riceve dal Maestro Splinter l'ordine di affrontare Shredder per vendicare la morte del Maestro Yoshi, e pianifica un combattimento lanciando una sfida al nemico. Durante la battaglia, guida le Tartarughe Ninja contro uno squadrone di Soldati Ninja, e sconfigge personalmente Saki trafiggendolo con la katana. Un altro episodio molto importante nella vita di Leonardo avviene dopo che la tana sotterranea dei mutanti è stata distrutta dal Professor Stockman, ed essi si trasferiscono a casa di April. In una mattina d'inverno, il guerriero esce per allenarsi in strada, ma viene rintracciato e attaccato da un gruppo di Soldati Ninja. Dopo una lunga fuga per gli innevati tetti di New York, Leonardo scopre che Shredder è sopravvissuto all'ultimo combattimento e ne subisce la sanguinosa vendetta.
I nemici danno fuoco all'appartamento in cui si nascondono le tartarughe, e a seguito dell'incendio si convincono di aver avuto la meglio su di loro, ignorando che sono in realtà riuscite a fuggire. Recatisi in una fattoria abbandonata del New Hampshire, i mutanti si riprendono fisicamente e spiritualmente dalla vergognosa sconfitta, che li ha costretti a battere in ritirata. Leonardo è inoltre stato massacrato, e anche dopo aver ripreso conoscenza non trova la fiducia in sé stesso ritenendo insoddisfacenti le proprie doti. L'unico modo per dimostrare a sé stesso le qualità di cui gode è tornare a New York e sconfiggere Shredder, conducendo un attacco al quartier generale del Piede. Dopo alcuni mesi di riposo e quiescenza, le Tartarughe Ninja organizzano un piano e Leonardo stesso affronta Saki, venendo sconfitto. Intanto il Clan del Piede perde la supremazia nel controllo del crimine organizzato. Numerosi gruppi malviventi tentano di prenderne il posto di Saki, provocando una guerra di strada fatta di sparatorie e attentati, in cui molti innocenti perdono la vita. Le Guardie d'Elite, eredi di Saki decisi a spartirsi il suo impero malavitoso, creano poi ulteriore instabilità fra i Soldati Ninja. Il guerriero deduce infine che l'unico modo per far cessare la guerra in città è quello di far tornare il Clan del Piede a capo del crimine organizzato, e insieme alle altre tartarughe si allea con Karai per sconfiggere le Guardie d'Elite e permetterle di prendere il comando del gruppo.

## Differenti incarnazioni
- Tartarughe Ninja alla riscossa: Nella prima serie animata, volutamente destinata ad un pubblico molto giovane, Leonardo subisce non poche modifiche. Il carattere serio e responsabile si trasforma rendendolo un personaggio dai toni allegri e puerilmente comici, e per tutto il corso degli episodi non si fa praticamente alcun accenno al Bushido o all'onore dei ninja. In questa serie vengono introdotti gli ornamenti colorati in modo differente, poi mantenuti nella maggior parte delle successive produzioni, e Leonardo indossa quindi maschera, paragomiti, polsini e ginocchiere color azzurro. Gli occhi sono ben visibili attraverso gli appositi fori, contrariamente al personaggio originale; la bandoliera trasversale della cintura viene eliminata, i foderi delle katana sistemati quindi non più paralleli, ma incrociati.
- Trilogia cinematografica: Nei tre film in live-action delle Tartarughe Ninja, i costumi utilizzati per interpretare i guerrieri mutanti sono fortemente ispirati a quelli della prima serie animata. Per Leonardo le uniche differenze consistono in una lunghezza maggiore per il laccio della maschera azzurra, carapace marrone anziché verde e piastroni laterali della corazza.
- Tartarughe Ninja: l'avventura continua: Nella serie televisiva l'attrezzatura di ogni personaggio cambia radicalmente. La maschera di Leonardo ricopre tutta la testa, mentre paragomiti e ginocchiere assumono aspetti molto differenti. In questa serie il personaggio utilizza delle spade in grado di aprirsi a forbice, mentre la sua personalità rispecchia in gran parte quella dei primi cartoni animati.
- Tartarughe Ninja: Con questa serie animata, i guerrieri mutanti riprendono le loro caratteristiche originali; anche Leonardo torna ad essere il valoroso combattente dei fumetti. La carnagione è verde muschio, il carapace molto più chiaro. La maschera è di colore blu intenso con un lungo laccio, mentre gli occhi tornano ad essere fiammeggianti e senza pupilla visibile. Paragomiti, ginocchiere e polsini analoghi a quelli del fumetto, mentre i manici delle katana sono fasciati dello stesso colore della maschera. Leonardo affronta in linea di massima gli stessi combattimenti della storia originale, con gloriose vittorie e sanguinose sconfitte. Dopo la battaglia finale contro Shredder, al termine della terza stagione, Karai gli infligge una profonda ferita al guscio che rimarrà sotto forma di cicatrice per tutta la successiva stagione. Anche il carattere, le idee e i pensieri sono per lo più identici a quelli del fumetto, e ciò rende la serie adatta soprattutto ad un pubblico più adulto e maturo rispetto a quella del 1987.
- TMNT: Nel film del 2007, le caratteristiche delle Tartarughe Ninja sono piuttosto simili a quelle della recente serie animata. In Leonardo le differenze consistono principalmente in un colore di pelle più chiaro e identico a quello di Michelangelo, e nella possibilità di scorgere occhi castani attraverso i fori della maschera. Le katana, più esili e lunghe rispetto a quelle della versione televisiva, hanno l'impugnatura color marrone scuro.
- Rise of the Teenage Mutant Ninja Turtles - Il destino delle Tartarughe Ninja: In questa serie animata reboot, Leonardo ci viene presentato più immaturo rispetto alle altre incarnazioni. Sostituisce le sue 2 Katane con una grossa spada Ōdachi dotata del potere di teletrasporto. È una tartaruga dalle orecchie rosse, ciò si evince dalle chiazze rosse sotto la maschera (nelle precedenti incarnazioni le 4 tartarughe erano tutte della stessa specie), e, quindi, nel ruolo del leader del gruppo, viene sostituito da Raffaello.
- Batman vs. Teenage Mutant Ninja Turtles: Nel film d'animazione crossover (in questa pellicola da un'ispirazione alla storia a fumetti in sei parti, Batman/Tartarughe Ninja), Leonardo e i suoi fratelli arrivano misteriosamente a Gotham City per seguire e fermare Shredder e il suo Clan del Piede, giunti anch'essi in città che si sono alleati con Ra's al Ghul e la sua Lega degli assassini. Dopo una rivalità iniziale con la Batman Family (Batman, Robin e Batgirl), i due gruppi scoprono di avere lo stesso obiettivo e formano una nuova grande alleanza. Nello scontro finale del film, Leonardo se la vedrà proprio di persona con il leader della Lega degli assassini.